# Марко Мугоша (фудбалер)
Марко Мугоша (Титоград, 4. април 1984) је бивши црногорски фудбалер. Играо је на позицији везног играча.

## Каријера
Каријеру је почео у подгоричкој Будућности, за чији први тим је дебитовао док се клуб такмичио у Другој лиги СР Југославије. Са екипом Будућности је у највишем рангу, Првој лиги Србије и Црне Горе, заиграо од сезоне 2004/05. Након осамостаљења Црне Горе, Мугоша је годину и по дана играо и у Првој лиги Црне Горе.
Током зимског прелазног рока 2008. године долази у Борац из Чачка, са којим на крају сезоне 2007/08. осваја четврто место у Суперлиги Србије. Након тога са Борцем игра у Купу УЕФА, где је чачански клуб, након елиминације молдавске Дачије и бугарске Локомотиве, елиминисан у 1. колу од холандског Ајакса. Мугоша је у дресу Борца за две године одиграо 50 суперлигашких утакмица, на којима је постигао шест голова.
У децембру 2009. је заједно са Бојаном Ђорђевићем представљен као појачање Црвене звезде. Мугоша је потписао троипогодишњи уговор, и задужио је дрес са бројем 10. Ипак у црвено-белом дресу је одиграо само једно полувреме, у поразу на гостовању Металцу (2:1), у 19. колу такмичарске 2009/10. у Суперлиги Србије. Након тога је ишао на позајмице у Будућност, Јагодину и Нови Пазар.
У фебруару 2012. се вратио у Борац. Током свог другог боравка у Борцу, Мугоша са клубом стиже до пласмана у финале Купа Србије 2012, где су поражени од Црвене звезде 2:0. Ипак и поред тог успеха, клуб испада из Суперлиге на крају такмичарске 2011/12, па је Мугоша наредну 2012/13. сезону са Борцем играо у Првој лиги Србије.
У јануару 2014. потписује за црногорског прволигаша Могрен из Будве, да би годину дана касније прешао у шведску Ландскрону. У завршници летњег прелазног рока 2015. потписује за Грбаљ, у чијем дресу наступа током јесењег дела сезоне 2015/16. у Првој лиги Црне Горе. Након тога је заиграо за друголигаша Ком из Подгорице, са којим је изборио пласман у Прву лигу. У екипи Кома је и завршио играчку каријеру.